# 구사쓰시라네산

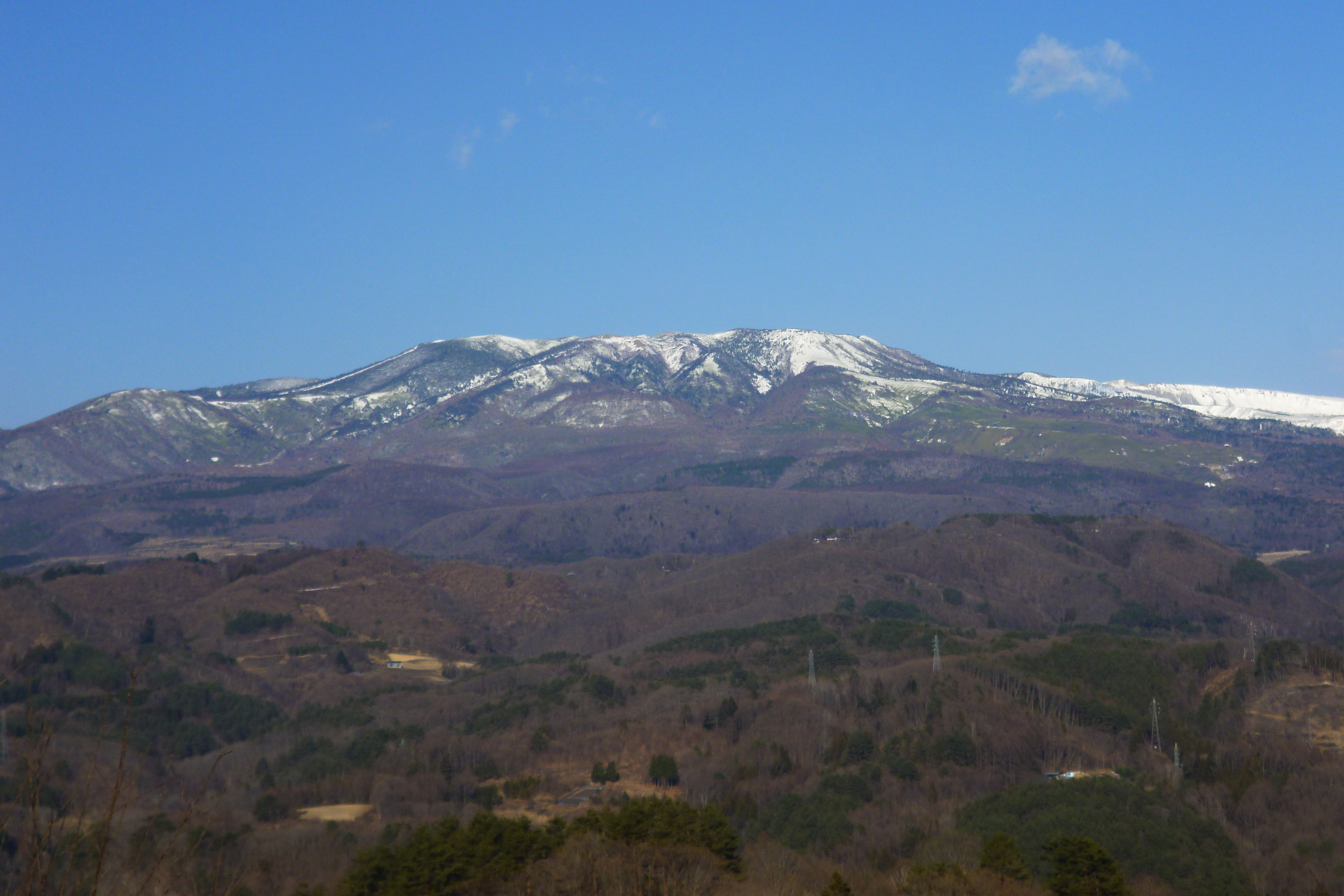
구사쓰시라네 산

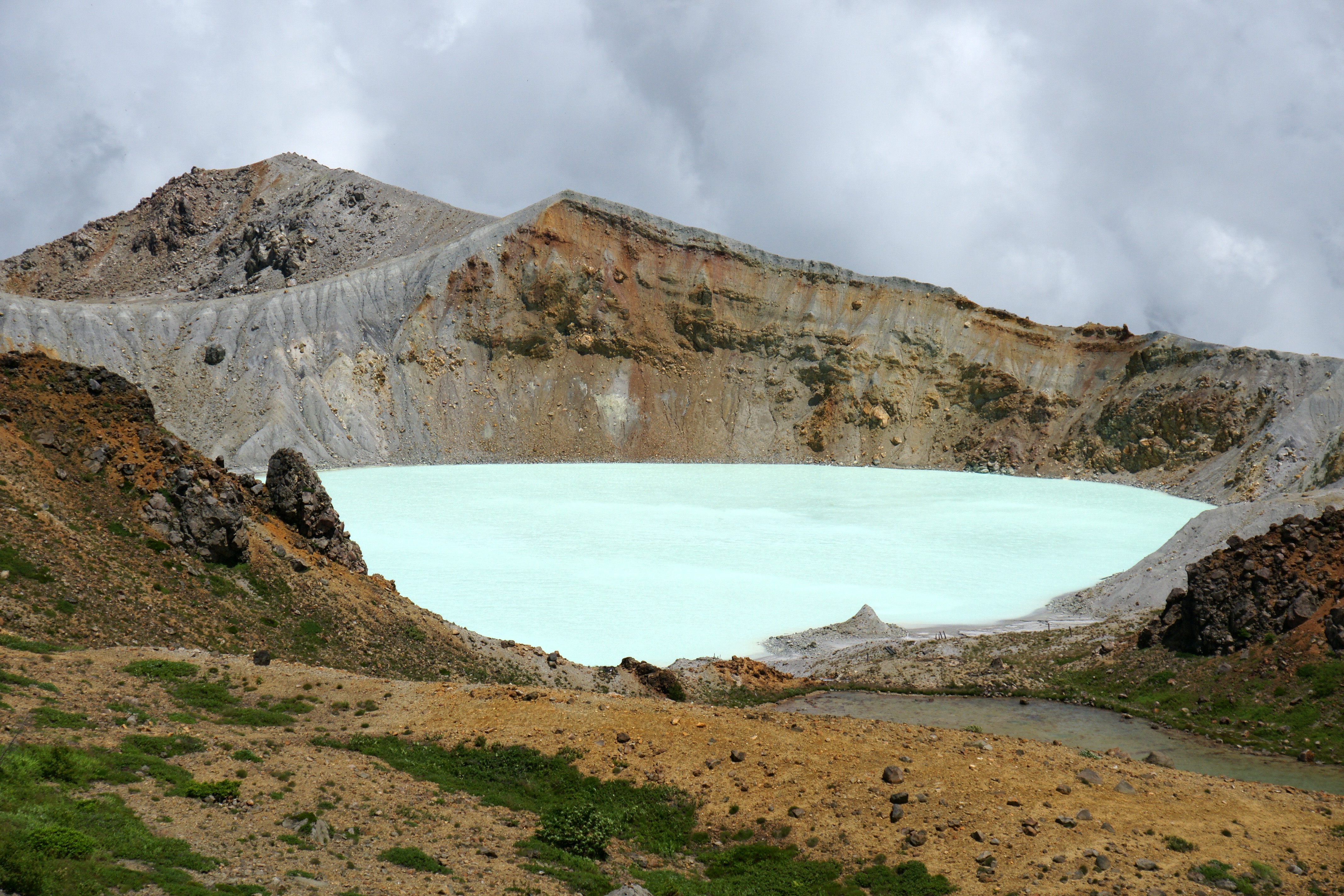
구사쓰시라네 산의 칼데라 호수인 유가마 호수

구사쓰 시라네 산(草津白根山, くさつしらねさん)은 일본의 군마현 아가쓰마군 구사쓰정에 있는 표고 2,160미터의 활화산이다. 칼데라 화산으로, 성층 화산이다. 정상에는 칼데라 호인 유가마 호수가 있으며 이곳의 물은 필리핀 피나투보 산의 칼데라 호와 같이 하늘색이고 맑게 보인다.

## 이름
원래 시라네 산(白根山)이 정식 명칭이지만, 다른 시라네 산과 구별하기 위해서 구사쓰를 붙여서 부른다.

## 2018년의 분화
2018년 1월 23일 잠잠하던 화산이 소규모로 분화하였으며, 화구에서 흩날린 분석과 화산재, 그리고 분화로 인해 발생한 눈사태로 인해 1명이 숨지고 10여명이 부상을 입었다.